# Vô Imbolá (Ao Vivo)
Vô Imbolá (Ao Vivo) é o terceiro DVD "solo" do cantor e compositor maranhense Zeca Baleiro.
O DVD, lançado em 2006, traz as filmagens de um show realizado no no Memorial da América Latina - São Paulo, no dia 26 de abril de 2000.

## Faixas
01 Vô Imbolá 

02 Pagode Russo 

03 Disritmia 

04 Meu Amor, Meu Bem, Me Ame 

05 Bienal (Participação: Zé Ramalho)

06 Não Tenho Tempo 

07 Boi de Haxixe 

08 Mamãe Oxum 

09 Piercing (Participação: Edgard Scandurra)

10 Semba 

### Extras
11 Bandeira (videoclipe)

12 Heavy Metal Do Senhor (videoclipe)

13 Salão de Beleza (videoclipe)

14 Lenha (videoclipe)

15 Samba do Approach (videoclipe)

## Créditos Musicais
- Zeca Baleiro - Voz, Violão
- André Bedurê - Baixo elétrico, Back Vocal
- Beto Lefèvre - Violão, Guitarra, Back Vocal
- Carlos Ranoya - Teclados, Samplers, Acordeom, Trombone, Back Vocal
- Paulo Barizon - Baterias
- Nina Blauth - Percussão, Back Vocal
- Luiz Cláudio - Percussão
- Thomas Rohrer - Saxofone, Violino, Rabeca
- Ana Amélia - Back Vocal, Clarinete

## Ligações Externas
- brasilmusik.de Discografia Zeca Baleiro.
- colnect.com/